# Liste des résolutions du Conseil de sécurité des Nations unies sur le Rwanda
Cet article dresse une liste des résolutions du Conseil de sécurité des Nations unies concernant le Rwanda.

## Rwanda
En forme longue la république du Rwanda, en kinyarwanda Repubulika y'u Rwanda, surnommé le « pays des mille collines ».
- Résolution 172 : admission du Rwanda aux Nations unies (adoptée le 26 juillet 1962 lors de la 1017e séance).
- Résolution 812 : Rwanda (adoptée le 12 mars 1993).
- Résolution 846 : Rwanda (adoptée le 22 juin 1993).
- Résolution 872 : Rwanda (adoptée le 5 octobre 1993).
- Résolution 891 : Rwanda (adoptée le 20 décembre 1993).
- Résolution 893 : déploiement de la mission d'assistance des Nations unies pour le Rwanda et l'implémentation de l'accord de paix d'Arusha. (adoptée le 6 janvier 1994).
- Résolution 909 : extension du mandat de la mission pour le Rwanda et l'implémentation de l'accord de paix d'Arusha.
- Résolution 912 : ajustement du mandat de la Mission d'assistance des Nations unies au Rwanda du a la situation actuelle au Rwanda et au règlement du conflit au Rwanda.
- Résolution 912 : ajustement du mandat de la Mission d'assistance des Nations unies au Rwanda du a la situation actuelle au Rwanda et au règlement du conflit au Rwanda.
- Résolution 918 : extension du mandat d'assistance de l'ONU au Rwanda et l'imposition de l'embargo sur les armes au Rwanda.
- Résolution 925 : situation concernant le Rwanda (MINUAR élargie).* Résolution 928 : situation concernant le Rwanda (prorogation MONUOR)
- Résolution 929 : situation concernant le Rwanda (opération multinationale).
- Résolution 935 : constituer d'urgence une commission impartiale d'experts chargée d'examiner et d'analyser les violations graves du droit international humanitaire commises sur le territoire du Rwanda.
- Résolution 955 : situation concernant le Rwanda (création tribunal international)
- Résolution 965 : situation concernant le Rwanda (prorogation MINUAR).
- Résolution 977 : la situation concernant le Rwanda (Arusha, siège du Tribunal pénal international pour le Rwanda).
- Résolution 978 : la situation concernant le Rwanda (détention des coupables d’actes entrant dans la compétence du Tribunal pénal international pour le Rwanda).
- Résolution 989 : la situation concernant le Rwanda (établissement d'une liste de candidats aux charges de juges au Tribunal pénal international pour le Rwanda).
- Résolution 997 : la situation concernant le Rwanda (prorogation de la MINUAR jusqu’au 8 décembre 1995 ; réduction des effectifs)
- Résolution 1005 : la situation concernant le Rwanda (autorisation de livraison d’explosifs au Rwanda à des fins humanitaires)
- Résolution 1011 : la situation concernant le Rwanda (suspension d’embargo contre Rwanda jusqu’au 1er septembre 1995)
- Résolution 1013 : la situation concernant le Rwanda (création de la Commission d’enquête sur fourniture armes aux anciennes forces gouvernementales rwandaises)
- Résolution 1028 : la situation concernant le Rwanda (prorogation de la MINUAR jusqu’au 12 décembre 1995)
- Résolution 1029 : la situation concernant le Rwanda (prorogation de la MINUAR jusqu’au 8 mars 1996; réduite à 1 400 personnes).
- Résolution 1047 : la nomination du procureur des Tribunaux internationaux pour l’ex-Yougoslavie et pour le Rwanda
- Résolution 1050 : la situation concernant le Rwanda
- Résolution 1053 : la situation concernant le Rwanda
- Résolution 1050 : la situation concernant le Rwanda
- Résolution 1053 : la situation concernant le Rwanda
- Résolution 1161 : la situation concernant le Rwanda.
- Résolution 1165 : la situation concernant le Rwanda.
- Résolution 1200 : tribunal international pour le Rwanda.
- Résolution 1241 : tribunal international pour le Rwanda
- Résolution 1329 : tribunal pénal international pour l'ex-Yougoslavie et Tribunal pénal international pour le Rwanda.
- Résolution 1347 : tribunal pénal international pour le Rwanda.
- Résolution 1411 : tribunal pénal international pour l’ex-Yougoslavie et Tribunal Pénal International pour le Rwanda.
- Résolution 1431 : tribunal pénal international pour le Rwanda.
- Résolution 1449 : établissement de la liste des candidats aux charges de juge au Tribunal international pour le Rwanda.
- Résolution 1477 : tribunal pénal international pour le Rwanda.
- Résolution 1482 : tribunal pénal international pour le Rwanda.
- Résolution 1503 : Tribunal Pénal International pour l'ex-Yougoslavie et Tribunal pénal international pour le Rwanda.
- Résolution 1505 : Tribunal pénal international pour le Rwanda.
- Résolution 1512 : tribunal pénal international pour le Rwanda.
- Résolution 1684 : tribunal pénal international chargé de juger les personnes accusées d’actes de génocide ou d’autres violations graves du droit international humanitaire commis sur le territoire du Rwanda et les citoyens rwandais accusés de tels actes ou violations commis sur le territoire d’États voisins entre le 1er janvier et le 31 décembre 1994.
- Résolution 1705 : tribunal pénal international chargé de juger les personnes accusées d’actes de génocide ou d’autres violations graves du droit international humanitaire commis sur le territoire du Rwanda et les citoyens rwandais accusés de tels actes ou violations commis sur le territoire d’États voisins entre le 1er janvier et le 31 décembre 1994.
- Résolution 1717 : tribunal pénal international chargé de juger les personnes accusées d’actes de génocide ou d’autres violations graves du droit international humanitaire commis sur le territoire du Rwanda et les citoyens rwandais accusés de tels actes ou violations commis sur le territoire d’États voisins entre le 1er janvier et le 31 décembre 1994.
- Résolution 1749 : la situation concernant le Rwanda.
- Résolution 1774 : tribunal international chargé de juger les personnes accusées d’actes de génocide ou d’autres violations graves du droit international humanitaire commis sur le territoire du Rwanda et les citoyens rwandais accusés de tels actes ou violations commis sur le territoire d’États voisins entre le 1er janvier et le 31 décembre 1994.
- Résolution 1804 : la situation dans la région des Grands Lacs.
- Résolution 1823 : la situation concernant le Rwanda.
- Résolution 1824 : tribunal international chargé de juger les personnes accusées d’actes de génocide ou d’autres violations graves du droit international humanitaire commis sur le territoire du Rwanda et les citoyens rwandais accusés de tels actes ou violations commis sur le territoire d’États voisins entre le 1er janvier 1994 et le 31 décembre 1994.
- Résolution 1855 : tribunal pénal international chargé de juger les personnes accusées d’actes de génocide ou d’autres violations graves du droit international humanitaire commis sur le territoire du Rwanda et les citoyens rwandais accusés de tels actes ou violations commis sur le territoire d’États voisins entre le 1er janvier et le 31 décembre 1994.
- Résolution 1878 : tribunal pénal international chargé de juger les personnes accusées d’actes de génocide ou d’autres violations graves du droit international humanitaire commis sur le territoire du Rwanda et les citoyens rwandais accusés de tels actes ou violations commis sur le territoire d’États voisins entre le 1er janvier et le 31 décembre 1994.
- Résolution 1901 : Tribunal international chargé de juger les personnes accusées d’actes de génocide ou d’autres violations graves du droit international humanitaire commis sur le territoire du Rwanda et les citoyens rwandais accusés de tels actes ou violations commis sur le territoire d’États voisins entre le 1er janvier et le 31 décembre 1994.
- Résolution 1932 : tribunal international chargé de juger les personnes accusées d’actes de génocide ou d’autres violations graves du droit international humanitaire commis sur le territoire du Rwanda et les citoyens rwandais accusés de tels actes ou violations commis sur le territoire d’États voisins entre le 1er janvier et le 31 décembre 1994.
- Résolution 1955 : tribunal international chargé de juger les personnes accusées d’actes de génocide ou d’autres violations graves du droit international humanitaire commis sur le territoire du Rwanda et les citoyens rwandais accusés de tels actes ou violations commis sur le territoire d’États voisins entre le 1er janvier et le 31 décembre 1994 (adoptée le 14 décembre 2010).
- Résolution 1966 :Tribunal international chargé de juger les personnes accusées de violations graves du droit international humanitaire commises sur le territoire de l’ex-Yougoslavie depuis 1991. Tribunal pénal international chargé de juger les personnes accusées d’actes de génocide ou d’autres violations graves du droit international humanitaire commis sur le territoire du Rwanda et les citoyens rwandais accusés de tels actes ou violations commis sur le territoire d’États voisins entre le 1er janvier et le 31 décembre 1994 (adoptée le 22 décembre 2010).
- Résolution 1995 : tribunal international chargé de juger les personnes accusées d’actes de génocide ou d’autres violations graves du droit international humanitaire commis sur le territoire du Rwanda et les citoyens rwandais accusés de tels actes ou violations commis sur le territoire d’États voisins entre le 1er janvier et le 31 décembre 1994 (adoptée le 6 juillet 2011).
- Résolution 2006 : tribunal international chargé de juger les personnes accusées d’actes de génocide ou d’autres violations graves du droit international humanitaire commis sur le territoire du Rwanda et les citoyens rwandais accusés de tels actes ou violations commis sur le territoire d’États voisins entre le 1er janvier et le 31 décembre 1994 (adoptée le 14 septembre 2011).
- Résolution 2013 : tribunal international chargé de juger les personnes accusées d’actes de génocide ou d’autres violations graves du droit international humanitaire commis sur le territoire du Rwanda et les citoyens rwandais accusés de tels actes ou violations commis sur le territoire d’États voisins entre le 1er janvier et le 31 décembre 1994 (adoptée le 14 octobre 2011).
- Résolution 2029 : tribunal international chargé de juger les personnes accusées d’actes de génocide ou d’autres violations graves du droit international humanitaire commis sur le territoire du Rwanda et les citoyens rwandais accusés de tels actes ou violations commis sur le territoire d’États voisins entre le 1er janvier et le 31 décembre 1994 (adoptée le 21 décembre 2011.
- Résolution 2038 : tribunal international chargé de juger les personnes accusées de violations graves du droit international humanitaire commises sur le territoire de l’ex-Yougoslavie depuis 1991. tribunal international chargé de juger les personnes accusées d’actes de génocide ou d’autres violations graves du droit international humanitaire commis sur le territoire du Rwanda et les citoyens rwandais accusés de tels actes ou violations commis sur le territoire d’États voisins entre le 1er janvier et le 31 décembre 1994 (adoptée le 29 février 2012).
- Résolution 2054 : tribunal international chargé de juger les personnes accusées d’actes de génocide ou d’autres violations graves du droit international humanitaire commis sur le territoire du Rwanda et les citoyens rwandais accusés de tels actes ou violations commis sur le territoire d’États voisins entre le 1er janvier et le 31 décembre 1994 (adoptée le 29 juin 2012).
- Résolution 2080 : Tribunal international chargé de juger les personnes accusées d’actes de génocide ou d’autres violations graves du droit international humanitaire commis sur le territoire du Rwanda et les citoyens rwandais accusés de tels actes ou violations commis sur le territoire d’États voisins entre le 1er janvier et le 31 décembre 1994 (adoptée le 12 décembre 2012 lors de la 6885e séance).
- Résolution 2194 : Tribunal international chargé de juger les personnes accusées d’actes de génocide ou d’autres violations graves du droit international humanitaire commis sur le territoire du Rwanda et les citoyens rwandais accusés de tels actes ou violations commis sur le territoire d’États voisins entre le 1er janvier et le 31 décembre 1994 (adoptée le 18 décembre 2014 lors de la 7348e séance)
- Résolution 2256 : Tribunal international chargé de juger les personnes accusées de violations graves du droit international humanitaire commises sur le territoire de l’ex-Yougoslavie depuis 1991 - Tribunal international chargé de juger les personnes accusées d’actes de génocide ou d’autres violations graves du droit international humanitaire commis sur le territoire du Rwanda et les citoyens rwandais accusés de tels actes ou violations commis sur le territoire d’États voisins entre le 1er janvier et le 31 décembre 1994 (adoptée le 22 décembre 2015).
- Résolution 2269 : Tribunal international chargé de juger les personnes accusées de violations graves du droit international humanitaire commises sur le territoire de l’ex-Yougoslavie depuis 1991. Tribunal international chargé de juger les personnes accusées d’actes de génocide ou d’autres violations graves du droit international humanitaire commis sur le territoire du Rwanda et les citoyens rwandais accusés de tels actes ou violations commis sur le territoire d’États voisins entre le 1er janvier et le 31 décembre 1994 (adoptée le 29 février 2016).